# Transglutaminasa tissular
|  | Per a altres significats, vegeu «TTG». |

La transglutaminasa tissular  (abreujada com  TG2  o  TTG ) és un enzim (nombre EC: 2.3.2.13) de la família de les transglutaminases. Igual que d'altres transglutaminases uneix proteïnes mitjançant la unió entre un grup ε-amino d'un residu de lisina i un grup γ-carboxamida d'un residu de glutamina. Aquesta reacció crea un enllaç inter- o intramolecular altament resistent a la proteòlisi. La TTG és particularment notable per ser l'autoantígen de la celiaquia, però també és important en altres processos com l'apoptosi, la diferenciació cel·lular, l'estabilització de la matriu extracel·lular i la reparació de ferides. El gen de la TTG humà es troba en la regió 20q11.2-Q12 del cromosoma 20.

## Fisiologia
La TTG s'expressa de forma ubiqua i requereix ions calci com a cofactor. La seva transcripció està regulada de forma positiva per l'àcid retinoic.
La TTG també presenta activitat GTPasa: en presència de GTP funciona com una proteïna G i participaria en processos de senyalització cel·lular. A més de la seva activitat transglutaminasa, la TTG també pot actuar com a cinasa, proteïna disúlfido-isomerasa, i desamidasa. Aquesta última activitat és important en la deamidació de pèptids gliadins en la patologia de la malaltia celíaca.

## Paper en la malaltia
La transglutaminasa tissular és coneguda sobretot pel seu paper en la celiaquia. En els pacients amb aquesta malaltia, es produeixen anticossos anti-transglutaminasa (ATA), que acaben per provocar una sensibilització al gluten. El gluten unit a TTG és capaç d'estimular respostes específiques contra la transglutaminasa per part dels limfòcits B, la qual cosa desencadena la producció d'anticossos ATA IgA i IgG.
Estudis recents suggereixen que la TTG exerceix també un paper en la inflamació, les malalties degeneratives i la biologia dels tumors.

## Ús terapèutic
L'ús de la TTG com a forma de cola quirúrgica encara es troba en fase experimental. També s'estudia com a possible atenuador de la metàstasi de certs tumors.